# Erin Hartwell
Erin Wesley Hartwell (* 10. Juni 1969 in Philadelphia) ist ein US-amerikanischer Radsporttrainer und ehemaliger Radrennfahrer.

## Sportliche Laufbahn
1991 belegte Erin Hartwell bei den Panamerikanischen Spielen in Havanna Rang zwei im 1000-Meter-Zeitfahren. 1994 wurde er Vize-Weltmeister der Amateure in derselben Disziplin. 1995, bei den Bahn-Weltmeisterschaften in Bogotá wurde er jeweils Dritter im Zeitfahren und im Teamsprint (mit Marty Nothstein und William Clay). Dreimal – 1992, 1996 und 2000 startete er bei Olympischen Spielen – und errang 1992 in Barcelona Bronze und 1996 in Atlanta Silber, jeweils im Zeitfahren, wobei er bei dem Rennen in Atlanta einen olympischen Rekord (1:02,940 min) aufstellte, der kurz darauf vom späteren Sieger, Florian Rousseau, erneut unterboten wurde (1:02,712 min).
1999 gewann Hartwell bei den Panamerikanischen Spielen in Winnipeg die Silbermedaille im Zeitfahren. 2000 wurde er US-amerikanischer Meister in der Mannschaftsverfolgung (mit Mariano Friedick, Derek Bouchard-Hall und Tommy Mulkey). Anschließend trat er zu den Profis über und fuhr auch Straßenrennen, jedoch ohne nennenswerten Erfolg. 2000 gewann er das Joe Martin Stage Race. 2012 wurde er in die United States Bicycling Hall of Fame aufgenommen.

## Berufliches
Seit seinem Rücktritt vom aktiven Radsport zum Ende des Jahres 2001 ist Erin Hartwell als Radsporttrainer tätig. Er führte von 2002 bis etwa 2012 gemeinsam mit seiner damaligen Frau May Britt Hartnell, einer ehemals für Norwegen startenden Radrennfahrerin, eine eigene Trainingsschule in Trexlertown, wo sich auch eine Radrennbahn befindet. Von 2005 bis 2008 leitete er das Valley Preferred Cycling Center, ebenfalls in Trexlertown. Von 2014 bis 2017 war er Sprint-Nationaltrainer in Canada, bis er als solcher nach Trinidad und Tobago wechselte, wo er schon von 2010 bis 2011 tätig gewesen war. Unter seine Betreuung errangen die Sprinter des Landes zahlreiche Medaillen: So wurden Njisane Phillip, Nicholas Paul, Kwesi Browne und Keron Bramble 2018 und 2019 Panamerikameister im Teamsprint und errangen Gold bei den Panamerikaspielen 2019 Gold. Nicholas Paul stellte zudem einen neuen Weltrekord über 200 Meter auf.
Im Dezember 2019 wurden dem Team von Trinidad und Tobago die Goldmedaille im Teamsprint und Njisane Phillip die Silbermedaille im Sprint der Panamerikaspiele 2019 aberkannt, da Philipp positiv auf Doping getestet worden war. Aufgrund dieser Entscheidung sanken die Chancen des Teams, sich für die Olympischen Spiele in Tokio zu qualifizieren. Daraufhin bestritten Browne und Phillip keine weiteren Wettbewerbe. Hartwell verließ daraufhin den Verband und wechselte nach China. Im April 2021 wurde bekannt, dass er künftig als Trainer der US-amerikanischen Sprintnationalmannschaft tätig sein wird.

## Erfolge

### Bahn
1991
- Panamerikaspiele – 1000-Meter-Zeitfahren

1992
- Olympische Spiele - - 1000-Meter-Zeitfahren

1994
- Weltmeisterschaft – 1000-Meter-Zeitfahren

1995
- Weltmeisterschaft – 1000-Meter-Zeitfahren, Teamsprint (mit Marty Nothstein und William Clay)
- Panamerikaspiele – 1000-Meter-Zeitfahren

1996
- Olympische Spiele – 1000-Meter-Zeitfahren

1998
- Weltmeisterschaft – 1000-Meter-Zeitfahren

1999
- Panamerikaspiele – 1000-Meter-Zeitfahren

2000
- US-amerikanischer Meister – Mannschaftsverfolgung (mit Mariano Friedick, Derek Bouchard-Hall und Tommy Mulkey)

### Straße
2000
- Gesamtwertung und eine Etappe Joe Martin Stage Race